# Vikev

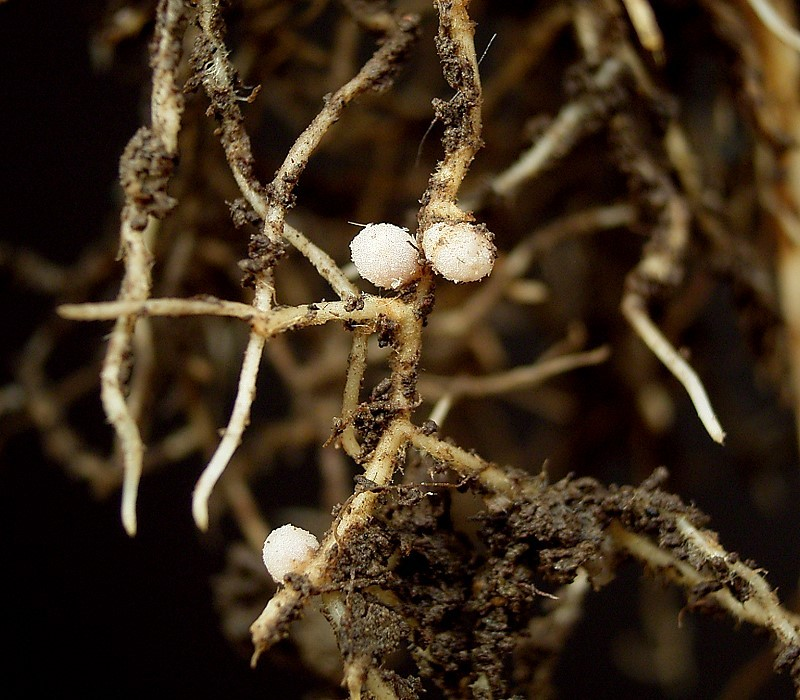
Hlízky s bakteriemi na kořenech vikve plotní

Vikev (Vicia) je velký rod rostlin z čeledi bobovité, zahrnující asi 160 druhů. Vikve jsou přímé nebo popínavé byliny s motýlovitými květy nejčastěji v hroznovitých květenstvích. Rostou v počtu asi 160 druhů v mírných oblastech severní polokoule a místy i v horských oblastech tropů. V České republice roste celkem 17 druhů vikví, z nichž některé náleží mezi velmi běžné rostliny. Do rodu Vicia náleží také bob obecný (Vicia faba), stará luštěnina pěstovaná již od doby kamenné. Jméno rodu nese asteroid (1097) Vicia objevený 11. srpna 1928 K. W. Reinmuthem v Heidelbergu.

## Popis
Vikve jsou jednoleté nebo vytrvalé přímé, poléhavé, vystoupavé nebo popínavé byliny. Lodyhy jsou obvykle větvené, poměrně tenké a na rozdíl od hrachorů nebývají křídlaté. Listy jsou sudozpeřené s 1 až 13 páry lístků a zakončené úponkou nebo hrotem, výjimečně lichozpeřené (V. subvillosa), složené z celokrajných nebo výjimečně zubatých lístků. Palisty jsou celokrajné nebo zubaté. Květy jsou modré, purpurové, červené, fialové, žluté nebo bílé, často dvoubarevné, v úžlabních hroznech, řidčeji v úžlabních svazečcích nebo jednotlivé. Květenství bývají bez listenů nebo s opadavými listeny. Kalich je zvonkovitý, zakončený 5 zuby. Zuby jsou asi stejně dlouhé nebo jsou horní kratší. Pavéza je nehetnatá, na vrcholu tupá. Tyčinky jsou dvoubratré (9+1). Semeník je stopkatý nebo téměř přisedlý, se 2 až 8 vajíčky a lysou nebo chlupatou čnělkou. Lusky jsou obvykle zploštělé, suché, pukající 2 chlopněmi, uvnitř bez přehrádek. Obsahují 2 až 8 kulovitých nebo podlouhlých semen.

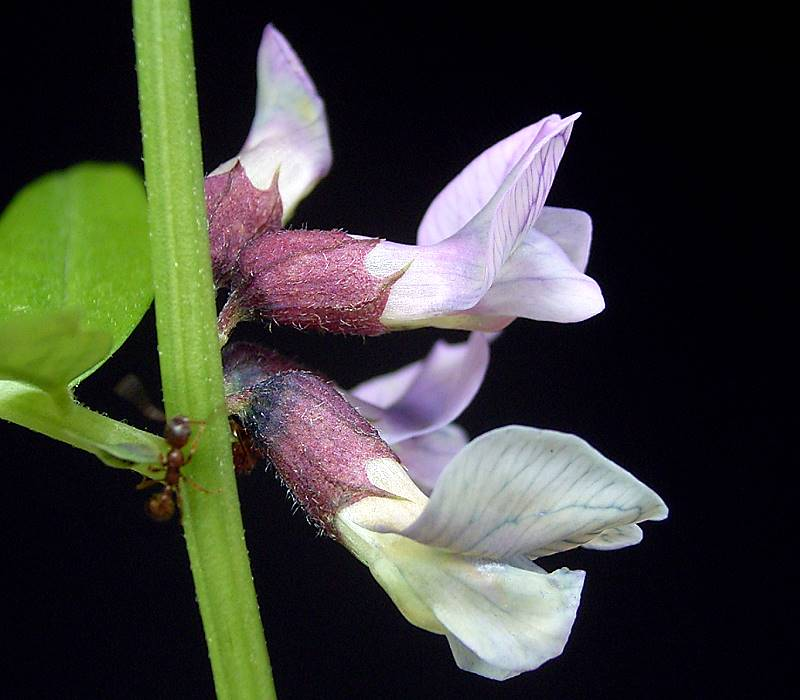
Detail květů vikve plotní (Vicia sepium)
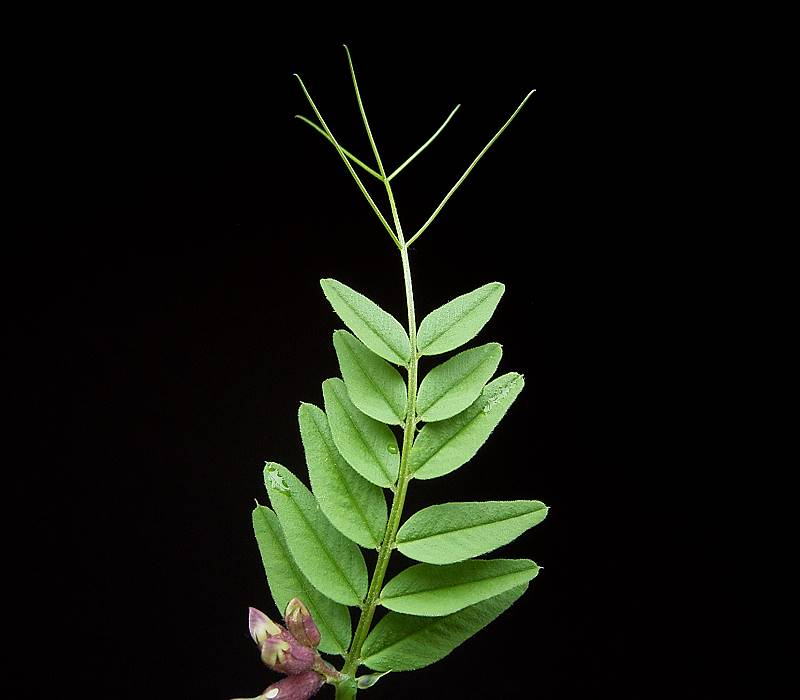
Mladý list vikve plotní s úponkou
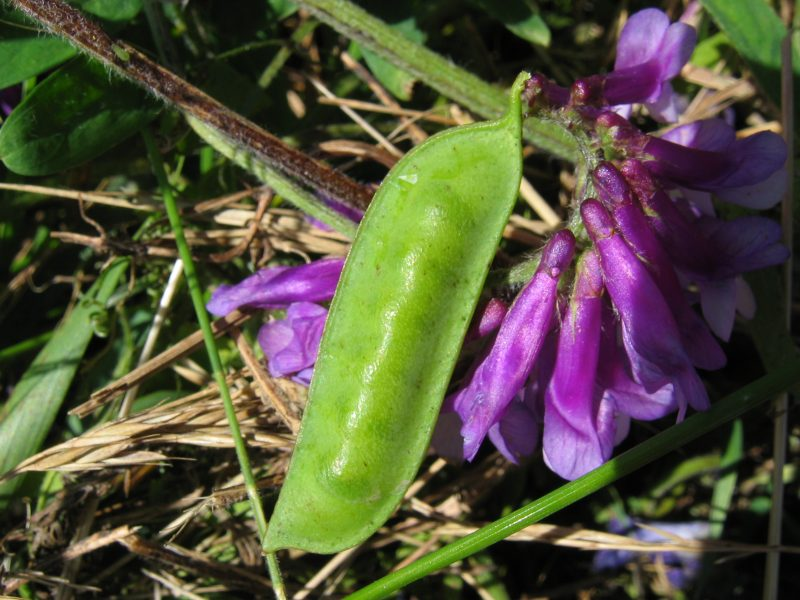
Nezralý lusk vikve huňaté (Vicia villosa)

## Rozšíření
Vikve jsou rozšířeny v počtu asi 140 až 160 druhů v mírných oblastech severní polokoule s přesahy do tropické východní Asie, tropické východní Afriky, do Jižní Ameriky a na Havaji.
V České republice se jako původní druhy vyskytuje celkem 17 druhů vikví. Mezi nejběžnější druhy náleží vikev ptačí (Vicia cracca), vikev huňatá (Vicia villosa), vikev plotní (Vicia sepium), vikev setá (Vicia sativa), vikev čtyřsemenná (Vicia tetrasperma) a vikev chlupatá (Vicia hirsuta). Některé druhy jsou k nám též vzácně zavlékány nebo zplaňují z kultur.
V Evropě se vyskytuje celkem asi 55 druhů vikví. Některé evropské druhy mají celkový areál rozšíření značně rozsáhlý, např. vikev setá (Vicia sativa), vikev plotní (V. sepium), vikev chlupatá (V. hirsuta), vikev čtyřsemenná (V. tetrasperma), vikev tenkolistá (V. tenuifolia) se vyskytují od západní Evropy až po Japonsko. Mnohé druhy vikví jsou rozšířené téměř po celém Středomoří (Vicia articulata, V. bithynica, V. hybrida, V. lutea, V. narbonensis, V. onobrychioides, V. tenuissima, V. peregrina, V. pubescens, V. benghalensis), jiné jen v jeho východní polovině (V. ervilia, V. melanops, V. barbazitae) nebo v západní polovině (V. disperma).
V Alpách dosahují alpínského a subalpínského stupně druhy Vicia cracca, V. sylvatica a v jihozápadní části Alp i V. pyrenaica, v Pyrenejích Vicia pyrenaica, V. argentea, V. cracca a V. orobus.
Druh Vicia orobus má atlantské rozšíření, vyskytuje se pouze v západní Evropě od Španělska až po Norsko a Island.

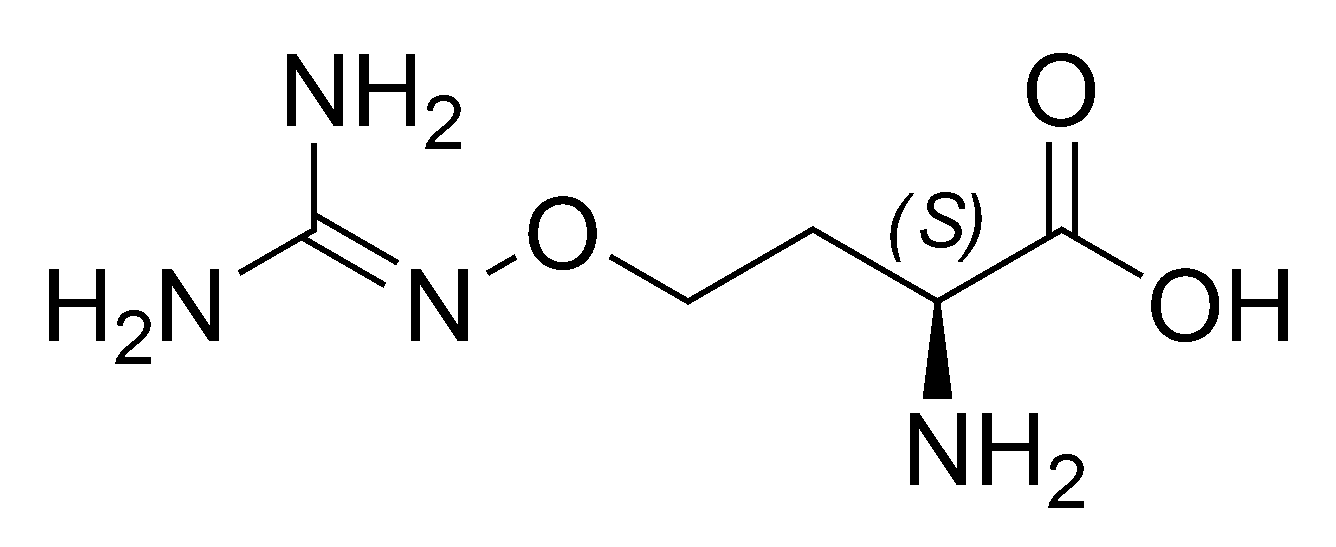
Jedovatá aminokyselina kanavanin

## Obsahované látky
Vikve obsahují toxickou neproteinovou aminokyselinu kanavanin, kyanogenní glykosidy (např. vicianin) a polyacetylenové sloučeniny polyiny (wyeron). V semenech bývají obsaženy lektiny, bílkoviny se schopností srážet červené krvinky. V semenech bobu obecného jsou obsaženy glukoalkaloidy vicin a konvicin a mají také vysoký obsah látky zvané L-DOPA (L-3,4-dihydroxyfenylalanin). Semena je nutno před použitím tepelně upravit. U osob s deficitem glukózo-6-fosfát dehydrogenázy způsobuje konzumace bobů chudokrevnost. Toto onemocnění je známo jako fabismus.

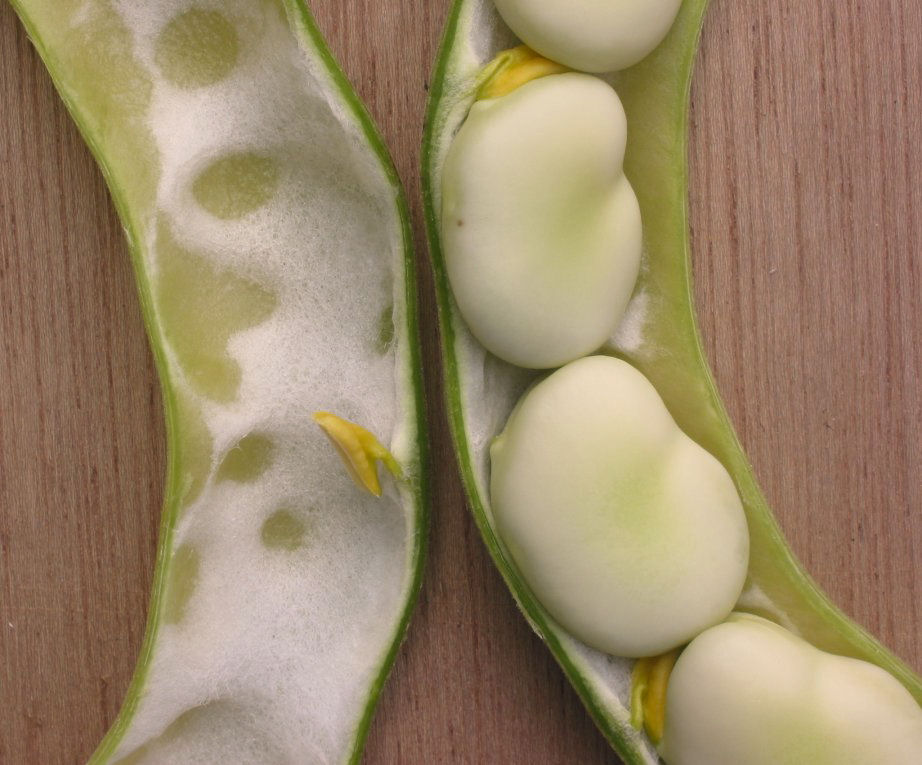
Lusk bobu obecného (Vicia faba)

## Význam
Bob obecný (Vicia faba, syn. Faba vulgaris) pochází ze Středomoří nebo jihozápadní Asie podobně jako hrách setý a čočka jedlá a je kultivován již od mladší doby kamenné. V historických dobách patřil mezi běžné luštěniny, po objevu Ameriky jej nahradily fazole. Některé druhy vikví jsou občas pěstovány samostatně nebo ve směskách jako pícniny, např. vikev huňatá (V. villosa), vikev setá (V. sativa), vzácněji i vikev olysalá (V. glabrescens), vikev čočková (Vicia ervilia, vikev článkovaná (V. articulata), vikev narbonská (V. narbonensis) a vikev panonská (V. pannonica). Vikve podobně jako mnohé jiné bobovité rostliny obohacují půdu dusíkem, neboť mají na kořenech hlízky s bakteriemi schopnými vázat vzdušný dusík.

## Přehled druhů stabilně rostoucích v ČR
- vikev čtyřsemenná (Vicia tetrasperma)
- vikev dalmatská (Vicia dalmatica)
- vikev horská (Vicia oreophila)
- vikev hrachorovitá (Vicia lathyroides)
- vikev hrachovitá (Vicia pisiformis)
- vikev huňatá (Vicia villosa)
- vikev chlupatá (Vicia hirsuta)
- vikev kašubská (Vicia cassubica)
- vikev křovištní (Vicia dumetorum)
- vikev lesní (Vicia sylvatica)
- vikev panonská (Vicia pannonica)
- vikev plotní (Vicia sepium)
- vikev ptačí (Vicia cracca)
- vikev setá (Vicia sativa)
- vikev tenkolistá (Vicia tenuifolia)
- vikev úzkolistá (Vicia angustifolia)
- vikev velkokvětá (Vicia grandiflora)

## Další zástupci
- bob obecný (Vicia faba)
- vikev bengálská (Vicia benghalensis)
- vikev cizí (Vicia peregrina)
- vikev černavá (Vicia melanops)
- vikev červená (Vicia striata)
- vikev článkovaná (Vicia articulata)
- vikev čočková (Vicia ervilia)
- vikev maloasijská (Vicia bithynica)
- vikev narbonská (Vicia narbonensis)
- vikev nejvyšší (Vicia altissima)
- vikev olysalá (Vicia glabrescens)
- vikev pýřitá (Vicia pubescens)
- vikev srdčitá (Vicia cordata)
- vikev vičencovitá (Vicia onobrychioides)
- vikev zvrhlá (Vicia hybrida)
- vikev žlutá (Vicia lutea)